# Batalla de Höchstädt (1703)
La conocida como (primera) batalla de Höchstädt (también, de Hoechstaedt) se disputó el 20 de septiembre de 1703, cerca de Höchstädt an der Donau en Baviera, y fue una victoria franco-bávara bajo el mando del mariscal Claude Louis Hector de Villars contra los austriacos comandados por el general Limburg Styrum.

## Preludio
El 5 de septiembre, la principal fuerza del ejército imperial al mando de Luis Guillermo, margrave de Baden, había tomado la ciudad libre de Augsburgo, amenazando a Baviera desde el oeste. Luis de Baden había dejado una fuerza de 16.000 hombres al mando de Styrum al norte del río Danubio, que se desplazó hacia el este y alcanzó Höchstädt el 19 de septiembre. Villars y Maximiliano II Manuel, Elector de Baviera, trasladaron su ejército de 17.000 hombres para interceptar esta fuerza, ordenando a otra fuerza francesa de 7000 hombres, al mando de d'Usson cerca de Dillingen, que atacara desde la retaguardia.

## La batalla
Este plan casi fracasó debido a que d'Usson atacó demasiado pronto y su ejército, inferior en número, fue rechazado por Styrum.
Pero Villars y Maximiliamo-Manuel llegaron justo a tiempo, cayendo sobre el ejército imperial antes de que pudiera reordenar sus posiciones. 
Sólo gracias a la tremenda resistencia de la retaguardia bajo Leopoldo I, príncipe de Anhalt-Dessau, pudo Styrum salvar su ejército y alcanzar Nördlingen.
Los austriacos perdieron 5.000 hombres, que en su mayor parte cayeron prisioneros, 37 cañones y todo el tren del ejército. Los franceses y bávaros tuvieron 1.000 bajas.